# Southie
Southie är en amerikansk film från 1999 i regi av John Shea med manus av Jimmy Cummings och Dave McLaughlin.

## Handling
När Danny Quinn (Donnie Wahlberg) lämnade sin tuffa, irländsk-katolska, arbetarklass-stadsdel i södra Boston, så hade han inga planer på att återvända. Men när Danny till slut kom tillbaka så fann han sina bröder arbetslösa, sin syster (Rose McGowan) alkoholiserad och att hans mammas tid börjar ta slut. Under tiden som han har förändrats, så är allt annat fortfarande likadant, och utan att veta ordet av så är han mitt inne i ett maffiabråk. Nu måste han bestämma om han ska lämna allt han håller kärt, eller slåss tillbaka.

## Rollista, i urval
- Donnie Wahlberg - Danny Quinn
- Rose McGowan - Kathy Quinn
- Jimmy Cummings - Joey Ward
- Anne Meara - Mrs. Quinn
- Lawrence Tierney - Colie Powers
- John Shea - Peter Bardini
- Will Arnett - Whitey
- Amanda Peet - Marianne Silva